# بوراوالی
بوراوالی شهری در شهرستان کوکا در استان بانوا در بورکینافاسوی غربی است و جمعیت آن ۴۱۷ نفر است.